# Zawidnyj (1903)
Zawidnyj (ros. Завидный), wcześniej Karp, później R 13 i Marti – rosyjski niszczyciel z początku XX wieku, jedna z 22 zbudowanych jednostek typu Bojkij. Okręt został zwodowany wiosną 1903 roku w krajowej stoczni Nawal w Nikołajewie, a do służby w Marynarce Wojennej Imperium Rosyjskiego został wcielony pod koniec 1903 roku, z przydziałem do Floty Czarnomorskiej. „Zawidnyj” wziął udział w I wojnie światowej. W maju 1918 roku został zdobyty przez Niemców, a w listopadzie 1918 roku przejęli go Brytyjczycy i następnie porzucili. W 1920 roku nazwę niszczyciela zmieniono na „Marti”, jednak nie powrócił już do służby i złomowano go w 1923 roku.

## Projekt i budowa
Okręt był jednym z 22 niszczycieli typu Bojkij zbudowanych w krajowych stoczniach, będących ulepszoną i powiększoną wersją zaprojektowanych w brytyjskiej stoczni Yarrow jednostek typu Sokoł . Zbudowany został w stoczni Nawal w Nikołajewie . Stępkę okrętu pod nazwą „Karp” („ros. Карп”) położono w 1902 roku, a zwodowany został jako „Zawidnyj” („Завидный”) wiosną 1903 roku 

## Dane taktyczno-techniczne
„Zawidnyj” był niewielkim, czterokominowym niszczycielem, klasyfikowanym do 1907 roku jako torpedowiec . Długość całkowita wynosiła 64 metry, szerokość 6,4 metra i maksymalne zanurzenie 2,59 metra. Wyporność jednostki wynosiła 350 ton. Okręt napędzany był przez dwie pionowe maszyny parowe potrójnego rozprężania o łącznej mocy 5700 KM, do której parę dostarczały cztery kotły Normand . Dwuśrubowy układ napędowy pozwalał osiągnąć prędkość 26 węzłów . Okręt mógł zabrać zapas węgla o maksymalnej masie 80 ton, co zapewniało zasięg wynoszący 1200 Mm przy prędkości 12 węzłów .
Uzbrojenie artyleryjskie okrętu stanowiły: umieszczone na nadbudówce dziobowej pojedyncze działo kalibru 75 mm Canet L/48 oraz pięć pojedynczych dział trzyfuntowych kalibru 47 mm Hotchkiss M1885 L/40 . Jednostka wyposażona była w jedną dziobową stałą i dwie pojedyncze obracalne pokładowe wyrzutnie torpedowe kalibru 381 mm, z łącznym zapasem sześciu torped . Ponadto okręt mógł zabrać na pokład 12–18 min .
Załoga okrętu liczyła 62–69 oficerów, podoficerów i marynarzy .

## Służba
„Zawidnyj” został wcielony do służby w Marynarce Wojennej Imperium Rosyjskiego w końcu 1903 roku . Jednostka weszła w skład Floty Czarnomorskiej. W 1914 roku dokonano modernizacji uzbrojenia jednostki: zdemontowano wszystkie wyrzutnie torped kalibru 381 mm i wszystkie działka kalibru 47 mm, instalując w zamian dwie pojedyncze wyrzutnie torped kalibru 450 mm oraz drugą armatę kalibru 75 mm Canet i sześć pojedynczych karabinów maszynowych kalibru 7,62 mm .
W trakcie I wojny światowej „Zawidnyj” wchodził w skład Floty Czarnomorskiej. W styczniu 1915 roku 5 dywizjon niszczycieli („Zawidnyj”, „Zawietnyj”, „Zorkij” i „Zwonkij”) przybył do Batumi w celu atakowania tureckiej żeglugi przybrzeżnej. 17 marca?/30 marca 1915 roku krążownik „Kaguł” oraz niszczyciele „Zawidnyj”, „Żutkij” i „Żywuczij” ostrzelały rejon Kilimli w prowincji Zonguldak, powodując nieznaczne straty.
18 kwietnia?/1 maja 1918 roku „Zawidnyj” został zdobyty w Sewastopolu przez Niemców, którzy nadali mu oznaczenie R 13, jednak nie został wcielony do służby . W listopadzie 1918 roku okręt przejęli Brytyjczycy, którzy wycofując się w kwietniu 1919 roku uszkodzili go w Sewastopolu. W 1920 roku nazwa jednostki została zmieniona na „Marti” („Марти”), na cześć André Marty′ego. Jednostka nie weszła już do służby i została złomowana w 1923 roku.